# Bigler-Nunatakker
Die Bigler-Nunatakker sind eine Gruppe markanter Nunatakker südlich des Pomerantz-Tafellands zwischen dem Keim Peak und dem Lovejoy-Gletscher im antarktischen Viktorialand. 
Kartografisch erfasst wurde das Gebiet durch Vermessungen des United States Geological Survey und mithilfe von Luftaufnahmen der United States Navy von 1960 bis 1962. Das Advisory Committee on Antarctic Names benannte die Nunatakker nach John C. Bigler,  Biologe des United States Antarctic Research Program auf der McMurdo-Station von 1966 bis 1967.